# Hồng Kiều
Hồng Kiều (chữ Hán giản thể: 红桥区, âm Hán Việt: Hồng Kiều khu) là một quận thuộc thành phố trực thuộc trung ương Thiên Tân, Cộng hòa Nhân dân Trung Hoa. Hồng Kiều có diện tích 21,3 km². Quận này nằm ở bờ bắc của sông Tử Nha, chi lưu của Hải Hà. Tên gọi quận này lấy theo tên cầu Hồng Kiều bắc qua sông Tử Nha. Về mặt hành chính, quận này được chia thành các đơn vị hành chính gồm 10 nhai đạo: Tây Vu Trang, Dinh Tử Cô, Tây Cô, Tam Kiện Thạch, Hàm Dương Bắc Lộ, Linh Đang Các, Giới Viên Đạo, Thiêu Công Trang, Đại Hồ Đồng, Song Hoàn Thôn.